# 530-ті
Раннє Середньовіччя. У Східній Римській імперії триває правління Юстиніана I, яке завоювало Африканське королівство вандалів та аланів і розпочало війну з остготами за Італію. Франкське королівство, розділене на частини між синами Хлодвіга, значно розширило свої володіння, зокрема за рахунок завоювання Бургундського королівства. Іберію займає Вестготське королівство, у Тисо-Дунайській низовині лежить Королівство гепідів.  В Англії розпочався період гептархії. 
У Китаї період Північних та Південних династій. На півдні править династія Лян, на півночі державав Північна Вей розпалася на Східну Вей та Західну Вей. В Індії правління імперії Гуптів.  В Японії триває період Ямато. У Персії править династія Сассанідів. 
На території лісостепової України в VI столітті виділяють пеньківську й празьку археологічні культури. VI століття стало початком швидкого розселення слов'ян. У Північному Причорномор'ї співіснують різні кочові племена, зокрема гуни, сармати, булгари, алани, авари.

## Події
- Візантія завоювала Північну Африку. Африканське королівство вандалів та аланів припинило існування.
- Після африканського успіху візантійський імператор Юстиніан I відправив свого полководця Велізарія вибити остготів з Італії. Розпочалася довга війна, загалом успішна для візантійців.
- Франки значно розширили свої володіння. Вони відібрали у вестготів Септиманію, повністю витіснивши їх на Піренейський півострів, підкорили собі Бургундське королівство, землі тюрингів, отримали від остготів Прованс.
- На початку десятиліття після нічийної війни Персія й Візантія уклали «вічний мир», однак під його кінець перси, збентежені візантійськими успіхами на заході, вторглися в Сирію й захопили Антіохію.
- На півночі Китаю держава Північна Вей розкололася на Східну Вей та Західну Вей, які одразу ж розпочали між собою війну.
- Імператором Юстиніаном I опублікований Corpus iuris civilis — канон римського права.